# أحمد آباد (آبجدان)
أحمد آباد (بالفارسية: احمدآباد) هي منطقة سكنية تقع في إيران في قسم آبجدان الريفي. يقدر عدد سكانها بـ 612 نسمة .